# Chomiczek turecki
Chomiczek turecki, chomik turecki (Mesocricetus brandti) – gatunek ssaka z podrodziny chomików (Cricetinae) w obrębie rodziny chomikowatych (Cricetidae). Jest używany jako zwierzę laboratoryjne, ale nie jest szeroko dostępnym gatunkiem na rynku. W USA jest dostępny do kupienia, ale mniej popularny niż syryjski, ze względu na swój agresywny temperament.

## Zasięg występowania
Chomiczek turecki występuje na południe od Kaukazu w Turcji (środkowa i wschodnia Anatolia), Gruzji, Armenii, Azerbejdżanie i północno-zachodnim Iranie (aż po ostany Kazwin i Lorestan); mała izolowana populacja występuje na północ od Kaukazu między Machaczkałą a Derbentem w Dagestanie (Rosja).

## Taksonomia
Gatunek po raz pierwszy zgodnie z zasadami nazewnictwa binominalnego opisał w 1898 roku niemiecki zoolog i paleontolog Alfred Nehring nadając mu nazwę Cricetus brandti. Holotyp pochodził z obszaru w pobliżu Tbilisi, w Gruzji. 
We wcześniejszych ujęciach systematycznych M. brandti był uważany za podgatunek M. auratus. Oba gatunki różnią się kariotypem (2n = 42 u brandti), kolorem, kształtem żołędzi prącia i sekwencjami molekularnymi. Najbliższym krewnym M. brandti jest M. newtoni. Nie badano różnicowania podgatunkowego dlatego autorzy Illustrated Checklist of the Mammals of the World uznają ten takson za gatunek monotypowy.

### Etymologia
- Mesocricetus: gr. μεσος mesos „środkowy, pośredni”; rodzaj Cricetus Leske, 1779 (chomik)[9].
- brandti: Johann Friedrich von Brandt (1802–1879), pruski zoolog w rosyjskiej służbie, podróżnik po Syberii[10].

## Morfologia
Długość ciała (bez ogona) 135–195 mm, długość ogona 10–30 mm; masa ciała 108–175 g (dwuletnie osobniki w niewoli osiągają ciężar 137–296 g). 

## Ekologia

### Rozród
Podobny do innych chomików. Jest gatunkiem samotnym i samica sama wychowuje młode. Po kopulacji samca przestaje interesować samica.

### Zachowanie
Agresywny, dość trudny w hodowli, można go jednak oswoić, co trwa znacznie dłużej niż innych myszowatych. W naturze prowadzi bardzo skryty tryb życia, najbardziej aktywny jest wieczorem.
Żyje przeciętnie 2 lata.

## Zagrożenie
Jest wpisany do czerwonej księgi IUCN.